# بيلا بودوني
بيلا بودوني (بالمجرية: Bodonyi Béla)‏ (مواليد 14 ديسمبر 1956) هو لاعب كرة قدم. يلعب مع منتخب المجر لكرة القدم. سبق له أن لعب في كأس العالم لكرة القدم مع منتخب بلاده.

## روابط خارجية
- بيلا بودوني على موقع الاتحاد الدولي (مؤرشف)  (الإنجليزية)
- بيلا بودوني على موقع الاتحاد الأوربي (الإنجليزية)
- بيلا بودوني على موقع قاعدة بيانات كرة القدم.إي يو (الإنجليزية)
- بيلا بودوني على موقع ناشيونال فوتبول تيمز (الإنجليزية)
- بيلا بودوني على موقع عالم كرة القدم.نت (الإنجليزية)